# John Olav Kerr
Pour les articles homonymes, voir Kerr.
John Olav Kerr, né le 22 février 1942 à Grantown-on-Spey, dans les Highlands en Écosse, est un ancien diplomate britannique, actuel vice-président de Royal Dutch Shell et membre indépendant de la Chambre des lords.

## Biographie
En 2004, il est créé pair à vie dans la pairie du Royaume-Uni en tant que baron Kerr de Kinlochard, ce qui lui permet de siéger à la Chambre des lords.
Il est président du Centre for European Reform et membre du comité de direction du groupe de Bilderberg et de la Commission Trilatérale.